# Трибоковцы
Трибоковцы (укр. Трибоківці) — село в Бобрской городской общине Львовского района Львовской области Украины.
Население по переписи 2001 года составляло 282 человека. Почтовый индекс — 81712. Телефонный код — 3239.